# گیورگی آتوس
گیورگی آتوس یا گیُرْگی مْتاتْسْمینْدِلی (به گرجی: გიორგი მთაწმინდელი) (زادهٔ ۱۰۰۹–۲۹ ژوئن ۱۰۶۵ میلادی) («مْتاتْسْمینْدِلی» به معنای اهل کوه مقدس) کشیش، نویسنده، مترجم مذهبی و خوشنویس گرجی بود که رهبری فعالیت‌های مربوط به کلیسای ارتدکس گرجی را در امپراتوری بیزانس (روم شرقی) برعهده گرفته بود.
لقب او متاتسمیندلی به معنای اهل کوه مقدس و آتوس همان کوه آتوس یونان، از مراکز مهم مذهبی امپراتوری بیزانس می‌باشد. هر دو لقب مربوط به وابستگی او با کلیسای گرجی‌ها (کلیسای ایورون) در کوه آتوس است، جایی که او به عنوان اسقف اعظم مشغول فعالیت بود.
او یکی از با نفوذترین رجال مذهبی گرجستان در قرون وسطی بود و به عنوان یک پیونددهندهٔ فرهنگی مذهبی بین کشور خود، گرجستان، با امپراتوری بیزانس فعالیت داشت. او کتاب‌های پدران کلیسا و مزامیر و همچنین کارهای تفسیر و Synaxarium را از یونانی به گرجی ترجمه کرد که بعدها نیز توسط دیگران مورد اصلاح و چاپ دوباره قرار گرفت. او همچنین ترجمهٔ پیشینیان خود از جمله اکوتیمه را نیز گسترش داده و بهبود بخشید. او یکی از مهم‌ترین آثار شخصی خود به نام زندگانی ایوانه و اکوتیمه را به ایوانه و اکوتیمه اختصاص داد.
گیورگی در گرجستان هم فعال بود. او در تنظیم قانون اساسی آن زمان گرجستان نقش مؤثر داشت و همچنین هموطنان جوان خود را برای تحصیلات عالیه به یونان می‌برد. زمانی که خودمختاری کلیسای ارتدکس گرجی توسط پاتریارک انطاکیه مطرح شد، یکی از حامیان سرسخت خودمختاری کلیسای ارتدکس گرجی گیورگی بود و به واسطهٔ همین عمل، بعدها توسط کلیسای ارتدکس گرجی در زمرهٔ قدیسان به شمار آمد.

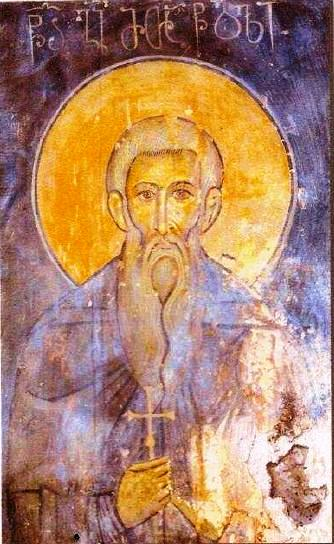
تصویر نقاشی شده گیورگی مقدس همراه با نوشته‌های گرجی بر روی دیوار صومعه آختالا در ارمنستان

## زندگی‌نامه
گیورگی در خانواده‌ای گرجی از طبقهٔ اشراف گرجستان در منطقهٔ تریالتی در جنوب گرجستان به دنیا آمد. پدر او ایاکوب در زمان پادشاهی باگرات سوم در گرجستان به عنوان سفیر گرجستان در ایران حضور پیدا می‌کرد. او در سن هفت سالگی برای شروع تحصیلات به کلیسای تادزریسی فرستاده شد و پس از سه سال به کلیسای خاخولی منتقل شد. او در سال ۱۰۲۲ به قسطنطنیه رفته و در آنجا به زبان یونانی تسلط پیدا کرده و به علم فراوانی از الهیات نائل شد. پس از بازگشت به گرجستان در سال ۱۰۳۴ به عنوان یک کشیش در کلیسای خاخولی مشغول کار شد. پس از مدتی دوباره از گرجستان رفت و این بار به اورشلیم سفر کرد و سپس مدتی را در انطاکیه گذراند که طی این مدت به عنوان شاگرد یک کشیش گرجی دیگر به نام گیورگی (ملقب به زاهد) مشغول تحصیل بود. او در سال ۱۰۴۰ در کلیسای گرجی‌ها موسوم به ایورون در کوه آتوس مرکز مذهبی امپراتوری بیزانس مشغول به فعالیت شد و پس از چهار سال با مرگ استیون اسقف اعظم کلیسا، گیورگی جانشین او شد. او کلیسای ایورون را مورد سازماندهی مجدد قرار داد و آن را به یکی از مراکز فعال کلیسای ارتدکس گرجی تبدیل کرد.
در چند مرحله بین سال‌های ۱۰۵۲ و ۱۰۵۷ میلادی، گیورگی همکار کشیش خود گیورگی اولتیسی را در ادارهٔ کلیسای ایورون تنها گذاشته و به انطاکیه سفر کرد تا نزد پاتریارک انطاکیه از یکی از همقطاران خود که توسط جمعی از کشیش‌های یونانی هرطقه مورد اتهام قرار گرفته بود، دفاع کند. سرانجام این مشاجرات تقریباً همزمان با به رسمیت شناخته شدن خودمختاری کلیسای ارتدکس گرجی به نتیجه رسیده و خاتمه یافت. برای حمایت از خودمختاری کلیسای ارتدکس گرجی، گیورگی به مأموریت اندریاس در گرجستان منسوب شده بود. یک جاثلیق خودمختار به نام ملکیسدک یکم عنوان پاتریارک را بر عهده گرفت اما انطاکیه برای انتقال به سرزمینی که هیچ‌یک از حواریون در آن اقامت نداشته‌اند، بی میل بود. در نهایت گیورگی تئودوسیوس سوم انطاکیه را برای به رسمیت شناختن خودمختاری کلیسای ارتدکس گرجی متقاعد کرد. این اتفاق تقریباً زمانی رخ داد که دولت امپراتوری بیزانس از تلاش خود برای مجبور ساختن گرجستان برای تسلیم دست کشیده و با دولت باگرات چهارم پادشاه گرجستان وارد صلح شد.
هرچند گیورگی تقاضاهای مکرر باگرات چهارم را مبنی بر پذیرفتن مسئولیت کلیسای ارتدکس گرجی رد می‌کرد، اما در سال ۱۰۵۷/۸ دعوت پادشاه را جهت بازگشت به گرجستان پذیرفت و برای مدت ۵ سال در گرجستان مشغول فعالیت شد. او اصلاحاتی را در ادارهٔ امور کلیساها انجام داد و پیوند محکمی بین کلیسا با دربار و اقتدار سلطنتی به وجود آورد. او هنگام بازگشت به بیزانس، به قسطنطنیه رفت و موافقت امپراتور را مبنی بر گذران تحصیلات عالیهٔ جوانان گرجی در آتوس دریافت کرد. اما او به هدف خود نرسید و در ۲۹ ژوئن ۱۰۶۵ میلادی در آتن درگذشت و او را در مقبرهٔ کلیسای ایورون در آتوس به خاک سپردند.
بعدها گیورگی توسط کلیسای ارتدکس گرجی در زمرهٔ قدیسان شمرده شد و در روز ۱۰ جولای هر سال، مراسم یادبود او در گرجستان برگزار می‌شود.

## میراث
آثار گیورگی بر سنت‌های مذهبی گرجی تأثیر زیادی گذاشت. او ترجمهٔ بروزتری از انجیل و به مراتب دقیق تر از ترجمه‌های قبلی منتشر کرد و همچنین ترجمهٔ ادبی آثار باسیل قیصریه، گریگوری نیسا، آتاناسیوس، یوحنای دمشق، نکتاریوس قسطنطنیه، دوروتئوس صور و ... را در فهرست آثار خود دارد. ترجمه‌های او به خوب کارهای اصلی واقع شده و به عنوان معیاری برای سرودهای مذهبی، زندگی‌نامهٔ قدیسان مسیحی و مناجات نامه‌ها در گرجستان در قرون وسطی قرار گرفت.
کتاب «زندگانی پدران رستگار و آمرزیدهٔ ما ایوانه و اکوتیمه و شرح موفقیت‌های شایستهٔ آنان» یکی از مهم‌ترین آثار شخصی گیورگی است که آن را وقف پیشکسوتان خود نمود. این اثر ترکیبی از زندگی‌نامهٔ قدیسان با فعالیت‌های مذهبی و سیاسی آنان و همچنین یک منبع تاریخی محسوب می‌شود که در دههٔ ۱۰۴۰ میلادی نوشته شده‌است. این کتاب یکی از نسخ خطی کلکسیون آتوس و تاریخچه‌ای از اجتماع گرجی‌ها در کلیسای ایورون آتوس در سده‌های ۱۰ و ۱۱ میلادی و نقش آنان در ادبیات گرجی و همچنین حمایت از رهبانیت بیزانس است. جدا از پیام‌های سیاسی مذهبی، اثر گیورگی به واسطهٔ سبک نگارش آن در قالب نثر مسجع برجسته شده‌است. پس از مرگ او، یکی از شاگردانش که نام او هم گیورگی بود، کتابی شبیه این اثر در بیوگرافی استادش نوشت.